# Nationale Vergadering (Madagaskar)
De Nationale Vergadering (Malagassisch: Antenimieram-Pirenena; Frans: Assemblée nationale) is het lagerhuis van het parlement van Madagaskar en bestaat uit 151 zetels. Kandidaten worden gekozen via een meerderheidsstelsel en verkiezingen vinden om de vijf jaar plaats. 

## Geschiedenis
De Nationale Vergadering volgde in 1960, het jaar van de onafhankelijkheid van Madagaskar, de Wetgevende Vergadering (Assemblée législatiff) op als lagerhuis van de volksvertegenwoordiging. Er werd ook een hogerhuis ingesteld, de Senaat (Sénat). Beide huizen van het parlement werden na het aftreden van de eerste president van het land, Philibert Tsiranana in 1972 afgeschaft een vervangen door  de Nationale Volksraad voor de Ontwikkeling (Conseil National Populaire pour Développement) die na de stichting van de Democratische Republiek Madagaskar (ook wel de Tweede Republiek genaamd) in 1975 werd vervangen door de Nationale Volksvergadering (Assemblée nationale populaire), een orgaan dat geen werkelijke bevoegdheden bezat. Met de teloorgang van de Democratische Republiek aan het begin van de jaren 1990 stelde president Didier Ratsiraka, aan de macht sinds 1975, het Voorlopige Comité voor het Economische en Sociale Herstel ter Voorbereiding van de Derde Republiek (Comité pour le redressement économique et social provisoire prépare la IIIe République) in. Met de stichting van de Derde Republiek in 1991 werden in 1993 de Nationale Vergadering en Senaat hersteld. De laatste is echter pas sinds 2001 weer in functie.
Bij de verkiezingen van 2019 verwierf het kartel Nous tous ensemble avec Andry Rajoelina een comfortabele meerderheid van 84 zetels. Voorzitter van de Nationale Vergadering is Christine Razanamahasoa.

### Overzicht
- Wetgevende Vergadering (Assemblée législatiff) : 1958-1960
- Nationale Vergadering (Assemblée nationale) : 1960-1972
- Nationale Volksraad voor de Ontwikkeling (Conseil National Populaire pour Développement) : 1972-1975
- Nationale Volksvergadering (Assemblée nationale populaire) : 1975-1990
- Voorlopige Comité voor het Economische en Sociale Herstel ter Voorbereiding van de Derde Republiek (Comité pour le redressement économique et social provisoire prépare la IIIe République) : 1990-1993
- Nationale Vergadering (Assemblée nationale) : 1993-heden

## Zetelverdeling

Zetelverdeling na de verkiezingen van 2019

Regering (84)
Oppositie (21)
Partijloos (46)